# Esa Ahmad
 (avril 2018).
Esa Ahmad, né le 9 septembre 1996 à Cleveland dans l'Ohio aux États-Unis, est un joueur de basket-ball américain évoluant au poste d'ailier.

## Biographie

### Jeunesse et formation
En 2018, il se présente pour la draft.